# Plzeň 8-Černice
Plzeň 8-Černice je městský obvod rozkládající se na jihovýchodním okraji statutárního města Plzně. Se svoji rozlohou 500,58 ha se řadí mezi 8. největší městský obvod statutárního města Plzně. Městský obvod zahrnuje celé katastrální území Černice. Protéká jím řeka Úhlava. Je zde evidováno 42 ulic a 492 adres. Trvalý pobyt zde má 1868 obyvatel(k 26.3.2021) (7. nejlidnatější obvod města Plzeň).

## Sousedící městské obvody a obce
Území městského obvodu sousedí na severu s městským obvodem Plzeň 2-Slovany, na východě s městem Starým Plzencem, na jihu s obcí Losiná, na jihozápadě s obcí Štěnovice a na západě s městským obvodem Plzeň 3.

## Historie obce
Černice jsou jednou z vesnických památkových rezervací na území Plzeňského kraje. Selská náves v Plzni-Černicích má návesní půdorys středověkého původu s charakteristickou kapličkou (z roku 1875). Zděné obytné a hospodářské stavby se vyznačují náročnou výzdobou štítových průčelí a vjezdových bran, typickou pro širší oblast Plzeňska. Nejstarší psané zmínky o vesnici jsou již z 1. poloviny 15. století, kdy patřila k Plzni. V berní knize z roku 1418 je uvedeno 27 hospodářů. Byla největší plzeňskou vsí, teprve po ní následovaly Skvrňany s 24 usedlostmi a Radobyčice s 16 usedlostmi. V roce 1496 na jižní straně obce založili velký rybník, po Boleveckém největší. Tento černický rybník byl v roce 1836 zrušen. Od 17. století se v několika vápencových lomech nacházel kvalitní vápenec a ten se zpracovával v pecích na vynikající vápno. První zmínky o celkem dvanácti vápenicích se datují z roku 1661, ale před koncem 19. století zanikly. Místo nich vznikly v obci cihelny, k nimž dal podnět nález ložisek kvalitní cihlářské hlíny. Cihelny zastavily výrobu až v poslední třetině 20. století. V roce 1826 byla v Černicích zřízena obecná škola (nyní Tyršova základní škola) a v roce 1887 byla postavena nová budova školy. Od roku 1953 jsou Černice napojeny na městskou hromadnou dopravu a obslouženy trolejbusovou linkou. Společenský život v obci významně dotváří Tělovýchovná jednota Sokol Černice a Sbor dobrovolných hasičů Černice. V roce 1983 byla otevřena nová hasičská zbrojnice, kterou hasiči vybudovali svépomocí.

## Novodobá historie obce
1. dubna 1992 se Černice staly samostatným městským obvodem s vlastním obecním zastupitelstvem.
Od roku 1993 až do současnosti probíhá v městském obvodě rozsáhlá modernizace. Byly vybudovány kompletní inženýrské sítě, zrekonstruovány ulice včetně chodníků a vyrostly nové obytné zóny s rodinnými a bytovými domy. 
V roce 1998 městský obvod slavnostně dokončil ve spolupráci se Sokolem Černice vysněné travnaté fotbalové hřiště se sociálním zázemím pro místní sportovce. 
V roce 2004 bylo na území městského obvodu vystavěno nákupní centrum Olympia s multikinem Cinestar. Byla zřízena nová autobusová linka MHD č. 32 , která propojuje Černice s městským obvodem Plzeň 3 (konečná Bory) přes Radobyčice.
V roce 2006 byla dokončena dálnice D5, která tvoří obchvat Plzně a přímo zasahuje do území městského obvodu. Přes dálnici vede lávka pro pěší a cyklisty. Je to ojedinělá stavba zavěšená na lanech, měřící pětašedesát metrů. Díky závěsné konstrukci má výrazný vzhled. Tato lávka slouží turistům především jako oblíbená trasa na královský hrad Radyni.
V roce 2007 zde zahájil činnost minipivovar s názvem Purkmistr.
6. prosince 2024 byla slavnostně pokřtěna starostou městského obvodu kniha s názvem Černice s podtitulem Střípky z historie a současnosti z nakladatelství Starý most.
V dubnu roku 2025 na základě rozhodnutí zastupitelstva vyhlásil obvod hlasování o nové podobě znaku městského obvodu. Hlasovat bylo možné do 31.3.2025 osobně na úřadu městského obvodu či elektronicky na portálu Munipolis nebo anonymním vyplněním ankety v Google Forms bez zajištění pravosti hlasování. 
21. dubna roku 2025 byla slavnostně otevřena kaple svatého Jana Paduánského na Selské návsi za účasti plzeňského biskupa Mons. Tomáše Holuba, který kapli o Velikonočním pondělí požehnal.

## Pamětihodnosti
Kaple sv. Antonína Paduánského - pseudohistorická kaple s portálovým sloupovým oltáříkem z druhé poloviny 17. století s boltcovou ornamentikou se zvonicí z roku 1875 . Již před rokem 1838 zde stávala zvonička.
Pomník padlým v 1. a 2. světové válce - pomník obětem válek, skládající se ze 4 žulových částí.

## Doprava
Jihovýchodní část městského obvodu je rozdělena dálnicí D5 (Praha - hranice ČR/SRN), která se zde kříži se silnicí první třídy č. I/20 (Karlovy Vary - Plzeň - České Budějovice) na dálniční křižovatce č. 76. Jižní částí obvodu je trasována silnice druhé třídy č. II/180 vedoucí z obce Štěnovice do obce Starý Plzenec. Významnou místní komunikací je pak ulice Nepomucká, která je hlavní spojnicí do centra města.
Městská hromadná doprava je zde zajišťována trolejbusovými linkami č. 10 a 13 a autobusovými linkami 23,32,50,N2,N5,N92. Linka č. 10 je v provozu v dopravních špičkách pracovních dnů v trase Černice - Tylova. Linka č. 13 je v provozu celodenně a zajištuje spojení na trase NC Černice - Černice - Goethova - Na Dlouhých. Linka č. 23 je v provozu o dnech školního vyučování a je zajišťována jedním párem spojů v úseku Bory - U Staré kovárny - (Chválenická) - Slovany. Linka č. 32 je v provozu celodenně v úseku NC Černice - Bory. Linka č. 50 je provozována o víkendu a svátcích a zajišťuje spojení Černic se Starým Plzencem. Noční linka N2 v úseku Zadní Skvrňany - Černice je v provozu v nočních hodinách o pracovních a nepracovních dnech v intervalu 1 hodiny. Linka N5 je v provozu v nočních hodinách o víkendech v intervalu 1 hodiny a je v prokladu půl hodiny s linkou N2. Zajišťuje dopravní spojení v úseku Malesice - Černice. Linka N92 je víkendová noční linka v úseku Mrakodrap - Blovice.
Veřejná autobusová doprava systému integrované dopravy Plzeňského kraje je na území městského obvodu zajišťována linkami 422,432,439,462,523. Tyto linky odbavují pouze na zastávce Rozcestí Černice.
Územím obvodu jsou vedeny cyklotrasy č. 2126 a 2151. Vyhrazené pruhy pro cyklisty jsou v části ulic Štefánikova, V hliníku a Písecká.
Z rozcestníku Plzeň - Černice, MHD je vedena žlutá turistická trasa ve směru Starý Plzenec a červená turistická trasa ve směru Štěnovice.
Po řece Úhlavě je možné plout pouze na plavidlech s nízkým ponorem, není zde možná lodní doprava. Splutí je možné při organizovaném splutí/pouštění vody.

## Školství
Na území městského obvodu působí Tyršova základní a mateřská škola. Základní škola má pouze první stupeň. Mateřská škola má dvě provozovny a to na adrese U Školy 92/7 a Vltavínová 1290/10.

## Historický přehled starostů městského obvodu
| Funkční období | Jméno a příjmení starosty | Politická příslušnost |
| -------------- | ------------------------- | --------------------- |
| 1992-1994      | Josef Frýs                | ODS                   |
| 1994-1998      | Josef Frýs                | ODS                   |
| 1998-2002      | Miroslav Štěrba           | ČSSD                  |
| 2002-2006      | Miroslav Štěrba           | ČSSD                  |
| 2006-2010      | Miroslav Štěrba           | ČSSD                  |
| 2010-2014      | Miroslav Štěrba           | ČSSD                  |
| 2014-2018      | Miroslav Štěrba           | ČSSD                  |
| 2018-2022      | Jana Haisová Círová       | OBČAS                 |
| 2022-dosud     | Vladislav Sloup           | OBČAS                 |